# 범죄구성요소
범죄구성요소(element)는 대부분의 영미법계 관할권에서 피고인을 유죄로 판결하기 위해 모두 입증되어야 하는 일련의 사실 중 하나이다. 법원이 피고인을 형사 범죄에 대해 유죄로 인정하기 전에, 검찰은 피고인이 기소된 특정 범죄의 각 구성요소를 합리적 의심을 넘어 저질렀음을 입증하기에 충분하고 신뢰할 수 있는 증거를 제시해야 한다. 특정 범죄를 구성하는 구성요소는 범죄에 따라 달라진다.
범죄의 기본 구성요소는 다음과 같다. 일반적으로 범죄의 각 구성요소는 이러한 범주 중 하나에 속한다. 영미법계에서 행위는 피고인이 자신의 주장된 행위의 본질과 법이 그 행위를 범죄로 간주하는 사실적 상황의 존재에 대해 어떤 수준의 의도 – (목적, 지식, 또는 무모함) – 를 가지고 있지 않는 한 범죄로 간주될 수 없었다. 그러나 일부 성문법으로 제정된 범죄, 가장 주목할 만한 예는 의제강간의 경우, 피고인은 자신의 행위를 범죄로 만드는 특정 사실적 상황(예: 고발자의 나이)의 존재에 대해 어떠한 정도의 믿음이나 고의적인 무시를 가질 필요가 없었다. 이러한 범죄는 무과실책임 범죄로 알려져 있다.

## 정신 상태
정신 상태(Mens rea)는 피고인의 의도의 범죄적 정신 요소를 지칭한다. 이는 필수적인 요소, 즉 범죄 행위는 자발적이거나 의도적이어야 한다. Mens rea는 정신적 의도(정신적 과실) 또는 범죄 당시 피고인의 정신 상태를 의미하며, 때로는 유죄의 마음이라고도 불린다. 이는 기원이 불분명한 고대 격언 "actus reus non facit reum nisi mens sit reas"에서 유래되었으며, 이는 "마음이 유죄가 아니면 행위는 유죄가 아니다"로 번역된다. 예를 들어, 가중 폭행의 mens rea는 심각한 신체적 상해를 입히려는 의도이다. Mens rea는 범죄 행위가 저질러졌음을 입증하기 위해 거의 항상 필요한 구성요소이다.
정신 상태는 범죄에 따라 다르다. 살인의 경우, 정신 요소는 피고인이 "사전 악의"를 가지고 행동했음을 요구한다. 다른 경우에는 행위가 "고의로" 또는 "자발적으로" 또는 "무모하게"와 같은 정신 요소로 저질러졌음을 증명해야 할 수 있다. 방화는 금지된 행위를 저지를 의도를 요구하는 반면, 살인과 같은 다른 범죄는 금지된 결과를 초래할 의도를 요구한다. 동기, 즉 행위가 저질러진 이유는 mens rea와 같지 않으며, 법은 동기에 대해 신경 쓰지 않는다.
대부분의 법률 시스템이 유죄의 마음 또는 mens rea의 중요성을 인정하지만, 이 개념이 정확히 무엇을 의미하는지는 다양하다. 미국 법률 협회의 미국 모범 형법전은 정신 상태를 네 가지로 축소했다. 일반적으로, "목적적으로", "고의적으로", "무모하게", 또는 "과실로" 행동하는 개인에게 유죄가 귀속될 수 있다. 이 네 가지 속성이 함께 또는 조합되어 대부분의 일반적인 mens rea 문제를 다루는 데 기본적으로 효과적인 것으로 보인다.

## 행위
모든 범죄는 행위(actus reus)를 요구한다. 즉, 범죄 행위 또는 불법적인 행위의 불이행이 발생했어야 한다. 사람은 범죄적 생각을 하는 것만으로는 처벌될 수 없다. 이 요소는 입증 기준의 문제에 기반한다. 다른 사람의 생각을 어떻게 판단할 수 있으며, 범죄적 생각을 단순한 생각과 어떻게 구별할 수 있는가? 더욱이, 법의 관점은 범죄적 아이디어를 처벌하는 것이 아니라 그러한 아이디어를 자발적으로 실행하는 사람들을 처벌하는 것이다.

생각과 달리, 단어는 형법에서 행위로 간주될 수 있다. 예를 들어, 위협, 위증, 공모, 교사죄는 단어가 행위의 요소를 구성할 수 있는 범죄이다.
행위의 불이행 또한 형사 책임의 근거가 될 수 있다.

## 동시성
일반적으로 정신 상태와 행위는 동시에 발생해야 한다. 즉, 범죄적 의도는 범죄 행위에 선행하거나 동시에 존재하거나, 어떤 식으로든 행위를 활성화해야 한다. 필요한 mens rea는 금지된 행위가 저질러질 때까지 계속 존재할 필요는 없으며, 범죄 행위를 유발하는 행위를 활성화하는 한 충분하다. 그러나 형사 책임이 발생하려면 명백하거나 자발적인 행동이 있어야 한다.

## 인과관계
많은 범죄는 실제적인 해가 발생했어야 한다는 요소를 포함한다. 즉, 인과관계가 입증되어야 한다. 예를 들어, 살인은 살인을 요구하고, 가중 폭행은 심각한 신체 상해를 요구하며, 이러한 결과가 없으면 해당 범죄는 저질러지지 않을 것이다. 행위와 결과 사이의 인과 관계는 가해자의 직접적인 참여 없이는 행위가 발생하지 않았을 경우 입증된다.
인과관계는 입증하기 복잡하다. 행위는 범죄적 해악의 "필요하지만 충분하지 않은" 원인이 될 수 있다. 행위와 결과 사이에 개입하는 사건이 발생했을 수 있다. 따라서 행위의 원인과 금지된 결과는 "근접"해야 한다. 즉, 시간적으로 가까워야 한다.

## 같이 보기
- 형법
- 불능범
- 범죄 사실

### 인용
1. 1 2 3 4  Thomas, Charles W.; Bishop, Donna M. (1987). 《Criminal Law: Understanding Basics Principles》. Newbury Park, New York: Sage. ISBN 0-8039-2669-3.
2. 1 2  “Criminal law”. Encarta. 2009년 10월 31일에 원본 문서에서 보존된 문서. 2008년 1월 7일에 확인함.
3. ↑  Bonnie, Richard M.;  외. (1997). 《Criminal Law》. Westbury, New York: The Foundation Press. 116쪽. ISBN 1-56662-448-7.
4. ↑  “Criminal Law - The Mental Element”. Encyclopædia Britannica. 2008년 1월 7일에 확인함.
5. 1 2  “Criminal law”. Encyclopædia Britannica. 2008년 1월 7일에 확인함.